# Libohošť
Libohošť je vesnice, část městyse Vrchotovy Janovice v okrese Benešov. Nachází se asi 3,5 km na sever od Vrchotových Janovic, při silnici III/11447 mezi Maršovicemi a Božkovicemi. V roce 2009 zde bylo evidováno 78 adres. U osady je Libohošťský rybník na Janovickém potoce, patří k ní i statek a chatová osada Zárybničí na protilehlé straně rybníka. Libohošť leží v katastrálním území Manělovice o výměře 2,42 km².

## Historie
První písemná zmínka o vesnici pochází z roku 1457.
Za druhé světové války se ves stala součástí vojenského cvičiště Zbraní SS Benešov a její obyvatelé se museli 1. dubna 1944 vystěhovat.
V blízkosti vsi je pohřbeno 24 vězňů různých národností, kteří byli zastřeleni nacisty v dubnu 1945 u Křešic. Nad společným hrobem je vybudován památník. Místem prochází žlutá turistická značka a pokračuje do Manělovic a Vrchotových Janovic.

## Galerie

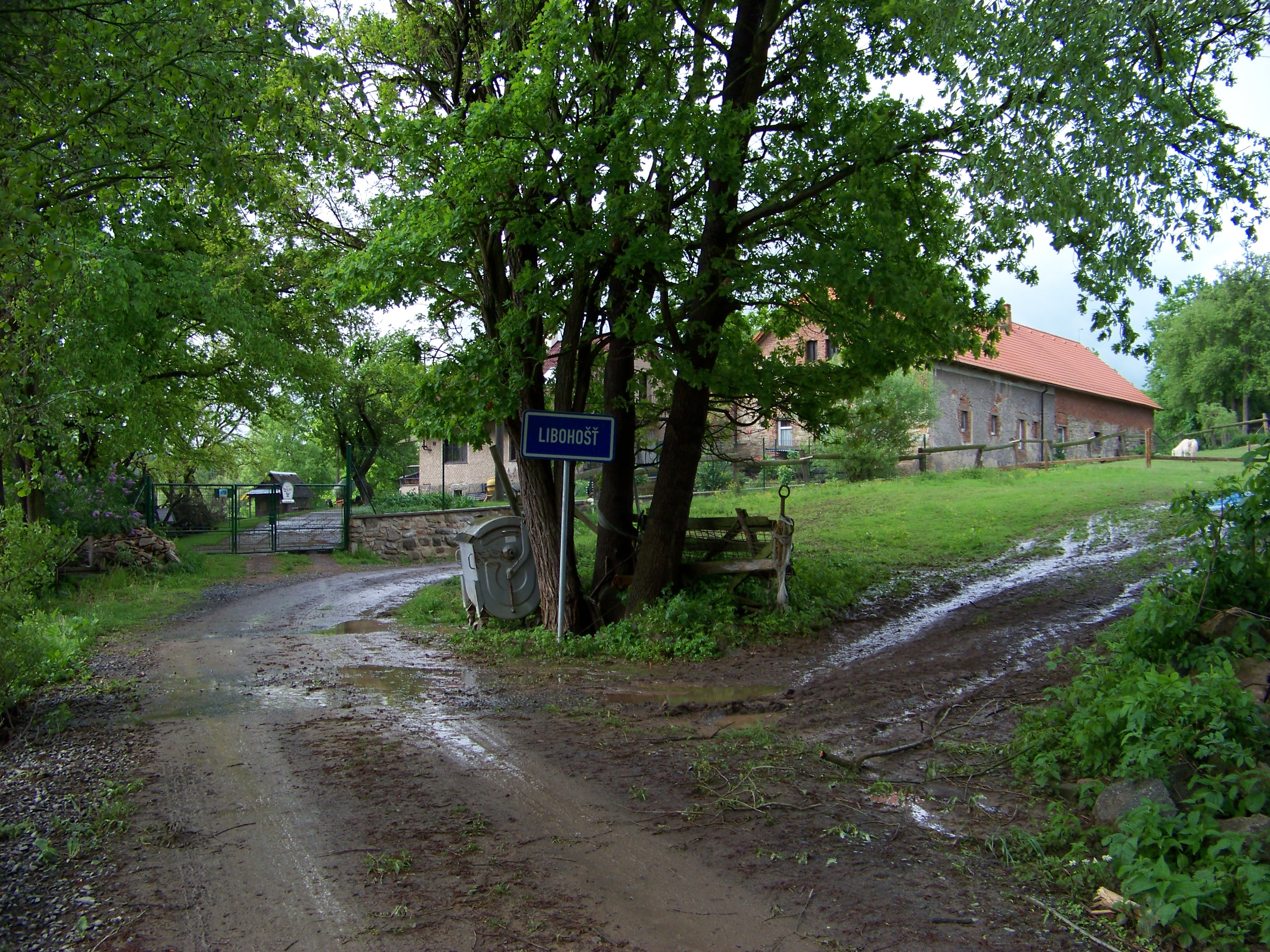
Začátek vsi
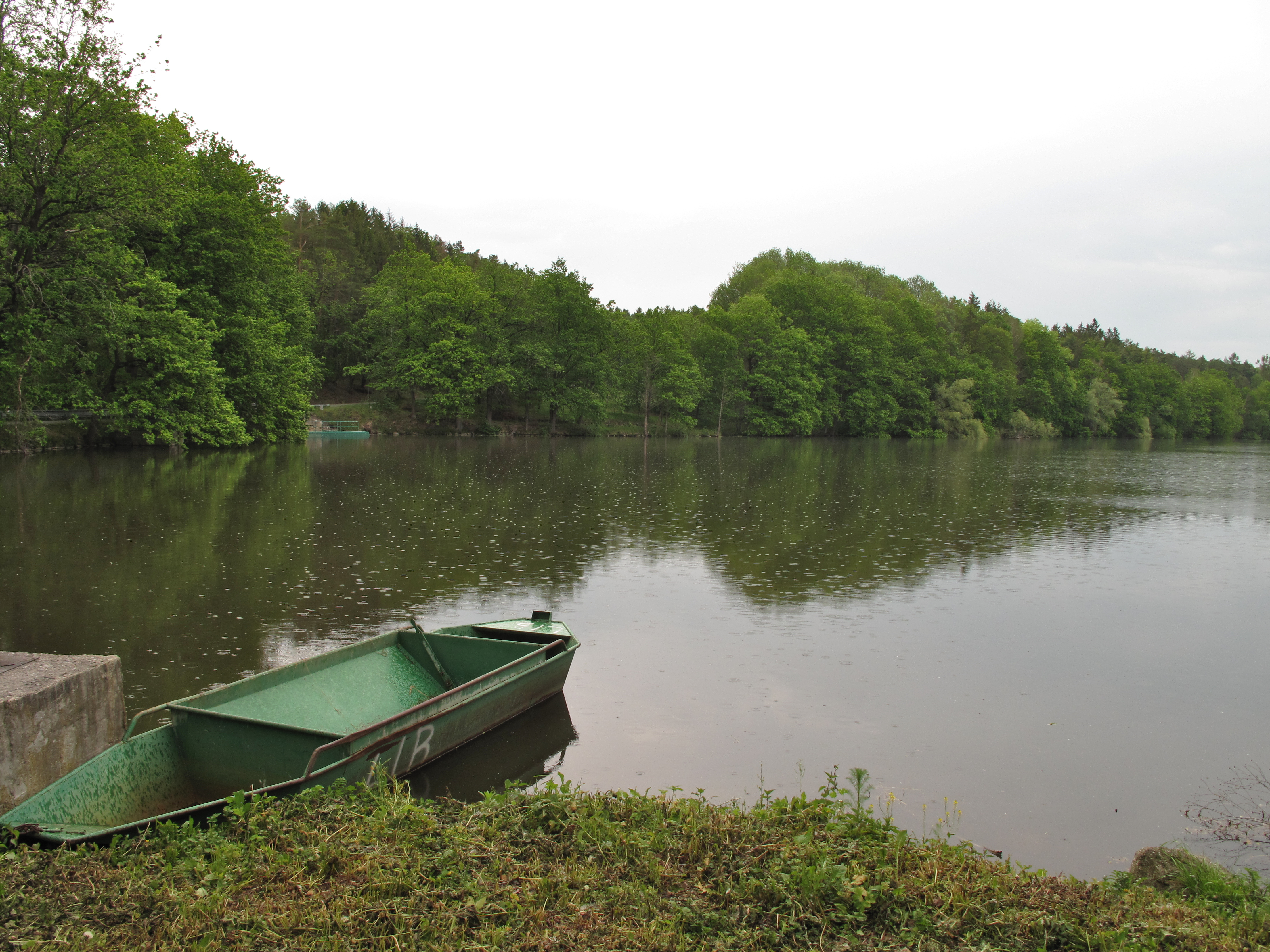
Libohošťský rybník
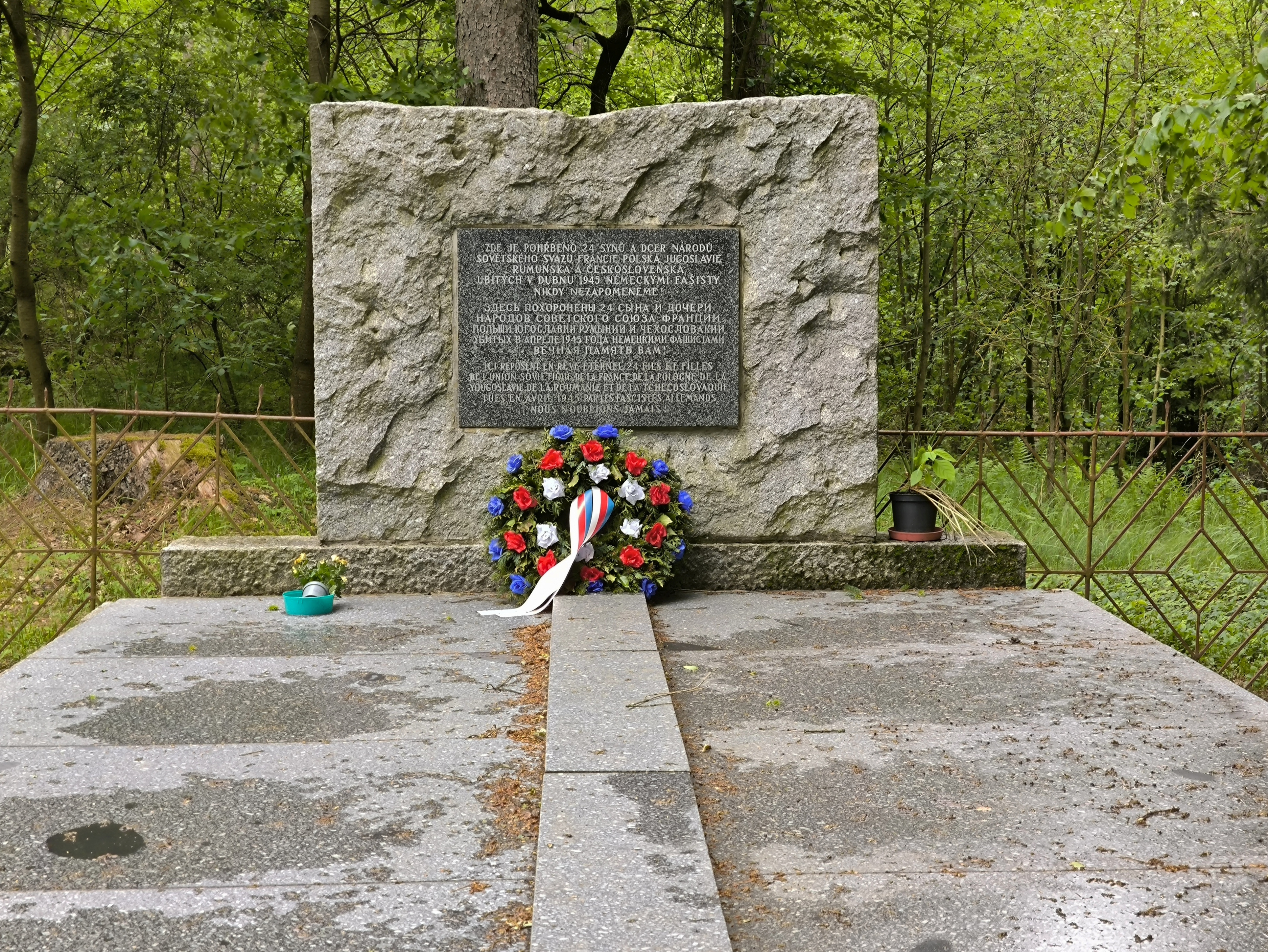
Hrob zabitých vězňů